# 基尔堡附近朗根巴赫
基尔堡附近朗根巴赫（德語：Langenbach bei Kirburg，發音：[ˈlaŋənbax baɪ ˈkɪʁbʊʁk]）是德国莱茵兰-普法尔茨州韦斯特林山县的市镇，面积5.53平方千米，2023年12月31日人口为1,080人。